# Шир, Михаль
Михаль Шир-Сегман (род. 18 ноября 1979, Гиватаим, Тель-Авивский округ) — израильский политик, депутат Кнессета от партии Ликуд и «Новая надежда»

## Биография
Она выросла и получила образование в Гиватаиме. Её отец, Майкл Шир, был основателем и редактором детского еженедельника «Миниатюра». Её мать, Грация, была художником-графиком и руководила газетой.
В возрасте 14 лет она вступила в партию «Ликуд» и была партнёром в создании поселения Маале-Израиль в Самарии. После службы в армии получила степень бакалавра политологии в университете Бар-Илан.
После прекращения службы в Армии обороны Израиля она приняла участие в создании Департамента общественных расследований Ликуда, а затем была представительницей комитета Кнессета и работала в бюро Биньямина Нетаньяху, где она организовала кампанию в СМИ для предвыборных выборов Ликуда в 2002 году, на которых она встретилась с Ариэлем Шароном.
Шир представляла Израиль в официальных миссиях в Европейском Союзе и основала «Израильский центр политической подготовки» — первый орган в Израиле, который обучает Кнессет, правительство и специалистов по СМИ. Она была представительницей комитета Кнессета и политическим советником Гидеона Саара.
На выборах в 21-й Кнессет она заняла 29-е место в списке Ликуда и была избрана в 21-й Кнессет.
На выборах в 22-й Кнессет, в списке «Ликуда», она была помещена на более низкое место — 31-е в списке, и все же она была избрана в Кнессет. 16 июля выступила с критикой действий Биньямина Нетаньяху во время пандемии COVID-19.
Замужем, мать двоих детей. Живёт в Тель-Авиве.